# Brune (Avril)
Pour les articles homonymes, voir Brune.
Brune est une biographie de l'écrivaine Nicole Avril, sur la vie de Flora Tristan, publié en 2012 chez Plon.

## Résumé

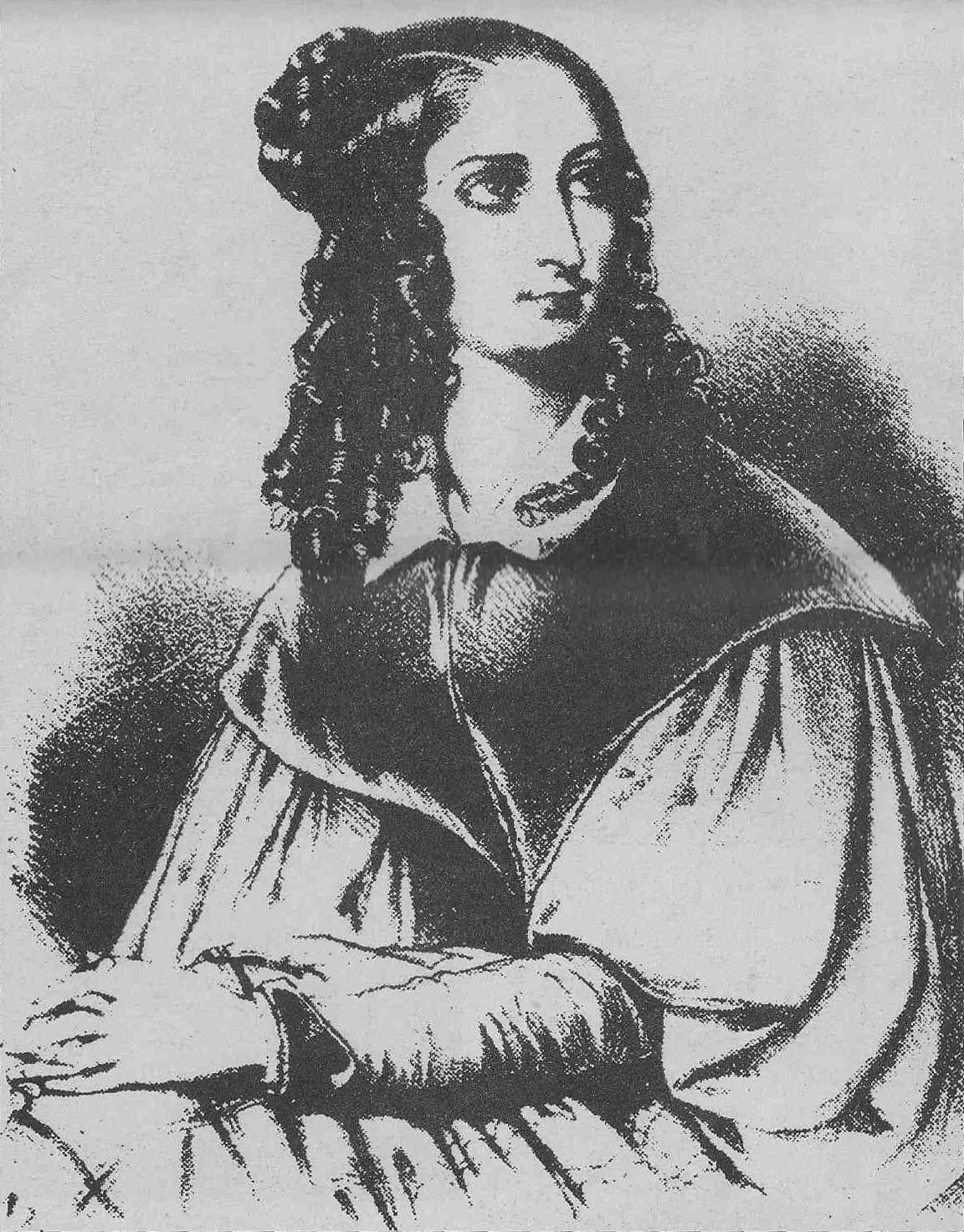
Flora Tristan

Nicole Avril, après Moi, Dora Maar, grande figure des surréalistes et L'Impératrice sur la vie de Sissi, Élisabeth d'Autriche, propose une nouvelle biographie sur l'existence aventureuse de Flora Tristan.
Flora Tristan a d'ailleurs écrit son autobiographie sous le titre Les pérégrinations d'une paria qui retrace son histoire mouvementée, ce qui ne fut par du goût de son mari qui réagit violemment lors de sa publication.
Fille d'un aristocrate péruvien qui ne voulut jamais la reconnaître et d'une Française émigrée, Flora Tristan s'est toujours sentie une femme libre, "féministe" avant l'heure, une battante qui n'a jamais ménagé ses engagements dans les combats qu'elle a menés. Cette femme, qui fut la grand-mère de Paul Gauguin, n'hésita pas à se lancer dans l'aventure pour entreprendre un long voyage au Pérou et retrouver sa famille ,.

## Éditions
- Brune, Éditions Plon, Paris, 2012  (ISBN 978-2-259-21464-3).